# Escorpião-preto-da-amazônia
O Escorpião-grande (Tityus cambridgei) é um escorpião de distribuição amazônica que mede 12 cm de comprimento e tem coloração uniforme. Também é conhecido pelo nome de saraiú.